# Campeonato Mundial de Voleibol Feminino de 2002
O Campeonato Mundial de Voleibol Feminino de 2002 foi a 14ª edição do torneio, organizado pela FIVB. Foi realizado nas cidades da Alemanha: Berlim, Bremen, Dresden, Münster, Schwerin, Riesa, Leipzig e Stuttgart, de 30 de agosto a 15 de setembro de 2002.
A Itália derrotou os Estados Unidos por 3 sets a 2 na final e conquistou o primeiro título mundial. Na decisão do terceiro lugar, a Rússia derrotou a China por 3 sets a 1 e ficou com a medalha de bronze

## Times
| Grupo A - Alemanha - Japão - Bulgária - Chéquia - Itália - México | Grupo B - Cuba - Coreia do Sul - Canadá - Egito - Países Baixos - Roménia | Grupo C - Rússia - Estados Unidos - Argentina - República Dominicana - Quênia - Porto Rico | Grupo D - China - Brasil - Austrália - Grécia - Polónia - Tailândia |

## Fase Preliminar

### Grupo A (Münster)
|    | Time     | Pontos | J | V | D | PP  | PC  | Pontos Average | SP | SC | Sets Average |
| -- | -------- | ------ | - | - | - | --- | --- | -------------- | -- | -- | ------------ |
| 1. | Itália   | 10     | 5 | 5 | 0 | 382 | 288 | 1.326          | 15 | 0  | MAX          |
| 2. | Bulgária | 8      | 5 | 3 | 2 | 368 | 339 | 1.086          | 10 | 6  | 1.667        |
| 3. | Alemanha | 8      | 5 | 3 | 2 | 429 | 403 | 1.065          | 9  | 9  | 1.000        |
| 4. | Japão    | 7      | 5 | 2 | 3 | 402 | 401 | 1.002          | 8  | 10 | 0.800        |
| 5. | Chéquia  | 7      | 5 | 2 | 3 | 435 | 464 | 0.938          | 8  | 12 | 0.667        |
| 6. | México   | 5      | 5 | 0 | 5 | 294 | 415 | 0.708          | 2  | 15 | 0.133        |

- 30 de agosto

|         |       |          |                                   |  |
| Itália  | 3 – 0 | Japão    | 25-11, 26-24, 25-21               |  |
| Chéquia | 2 – 3 | Alemanha | 20-25, 30-28, 22-25, 27-25, 13-15 |  |
| México  | 0 – 3 | Bulgária | 22-25, 16-25, 17-25               |  |

- 31 de agosto

|          |       |          |                            |  |
| Japão    | 1 – 3 | Alemanha | 21-25, 19-25, 27-25, 21-25 |  |
| Itália   | 3 – 0 | México   | 25-17, 25-13, 25-19        |  |
| Bulgária | 3 – 0 | Chéquia  | 25-19, 25-22, 25-9         |  |

- 1º de setembro

|          |       |          |                     |  |
| México   | 0 – 3 | Japão    | 13-25, 16-25, 11-25 |  |
| Alemanha | 0 – 3 | Bulgária | 24-26, 23-25, 20-25 |  |
| Chéquia  | 0 – 3 | Itália   | 18-25, 21-25, 22-25 |  |

- 2 de setembro

|        |       |          |                                   |  |
| Japão  | 3 – 1 | Bulgária | 16-25, 25-22, 25-20, 25-22        |  |
| México | 2 – 3 | Chéquia  | 25-23, 25-23, 19-25, 18-25, 17-19 |  |
| Itália | 3 – 0 | Alemanha | 25-18, 31-29, 25-22               |  |

- 3 de setembro

|          |       |        |                            |  |
| Chéquia  | 3 – 1 | Japão  | 25-23, 21-25, 25-21, 25-23 |  |
| Bulgária | 0 – 3 | Itália | 18-25, 16-25, 19-25        |  |
| Alemanha | 3 – 0 | México | 25-13, 25-14, 25-19        |  |

### Grupo B (Schwerin)
|    | Time          | Pontos | J | V | D | PP  | PC  | Pontos Average | SP | SC | Sets Average |
| -- | ------------- | ------ | - | - | - | --- | --- | -------------- | -- | -- | ------------ |
| 1. | Coreia do Sul | 10     | 5 | 5 | 0 | 425 | 334 | 1.272          | 15 | 3  | 5.000        |
| 2. | Cuba          | 9      | 5 | 4 | 1 | 436 | 356 | 1.225          | 14 | 5  | 2.800        |
| 3. | Países Baixos | 8      | 5 | 3 | 2 | 373 | 336 | 1.110          | 9  | 7  | 1.286        |
| 4. | Roménia       | 7      | 5 | 2 | 3 | 383 | 376 | 1.019          | 8  | 9  | 0.889        |
| 5. | Canadá        | 6      | 5 | 1 | 4 | 339 | 377 | 0.899          | 5  | 12 | 0.417        |
| 6. | Egito         | 5      | 5 | 0 | 5 | 198 | 375 | 0.528          | 0  | 15 | 0.000        |

- 30 de agosto

|               |       |               |                                   |  |
| Países Baixos | 3 – 1 | Roménia       | 25-22, 25-19, 27-29, 25-16        |  |
| Egito         | 0 – 3 | Canadá        | 9-25, 23-25, 12-25                |  |
| Cuba          | 2 – 3 | Coreia do Sul | 20-25, 25-18, 25-20, 21-25, 12-15 |  |

- 31 de agosto

|               |       |               |                                   |  |
| Países Baixos | 3 – 0 | Egito         | 25-12, 25-13, 25-13               |  |
| Canadá        | 2 – 3 | Cuba          | 25-22, 22-25, 25-21, 14-25, 10-15 |  |
| Roménia       | 1 – 3 | Coreia do Sul | 17-25, 21-25, 25-22, 22-25        |  |

- 1º de setembro

|               |       |               |                     |  |
| Cuba          | 3 – 0 | Países Baixos | 25-19, 25-19, 25-20 |  |
| Coreia do Sul | 3 – 0 | Canadá        | 25-11, 25-19, 25-15 |  |
| Egito         | 0 – 3 | Roménia       | 14-25, 13-25, 14-25 |  |

- 2 de setembro

|               |       |               |                     |  |
| Países Baixos | 0 – 3 | Coreia do Sul | 23-25, 18-25, 22-25 |  |
| Egito         | 0 – 3 | Cuba          | 11-25, 13-25, 13-25 |  |
| Roménia       | 3 – 0 | Canadá        | 25-21, 25-18, 25-22 |  |

- 3 de setembro

|               |       |               |                     |  |
| Coreia do Sul | 3 – 0 | Egito         | 25-13, 25-10, 25-15 |  |
| Cuba          | 3 – 0 | Roménia       | 25-18, 25-21, 25-23 |  |
| Canadá        | 0 – 3 | Países Baixos | 18-25, 21-25, 23-25 |  |

### Grupo C (Dresden)
|    | Time                 | Pontos | J | V | D | PP  | PC  | Pontos Average | SP | SC | Sets Average |
| -- | -------------------- | ------ | - | - | - | --- | --- | -------------- | -- | -- | ------------ |
| 1. | Estados Unidos       | 10     | 5 | 5 | 0 | 408 | 334 | 1.222          | 15 | 2  | 7.500        |
| 2. | Rússia               | 9      | 5 | 4 | 1 | 424 | 296 | 1.432          | 14 | 4  | 3.500        |
| 3. | Porto Rico           | 8      | 5 | 3 | 2 | 364 | 404 | 0.901          | 9  | 9  | 1.000        |
| 4. | República Dominicana | 7      | 5 | 2 | 3 | 350 | 369 | 0.949          | 7  | 9  | 0.778        |
| 5. | Argentina            | 6      | 5 | 1 | 4 | 348 | 387 | 0.899          | 5  | 12 | 0.417        |
| 6. | Quênia               | 5      | 5 | 0 | 5 | 290 | 394 | 0.736          | 1  | 15 | 0.067        |

- 30 de agosto

|           |       |                      |                            |  |
| Quênia    | 1 – 3 | Porto Rico           | 18-25, 25-19, 14-25, 23-25 |  |
| Argentina | 0 – 3 | Estados Unidos       | 21-25, 23-25, 21-25        |  |
| Rússia    | 3 – 1 | República Dominicana | 25-11, 21-25, 25-20, 25-18 |  |

- 31 de agosto

|                |       |                      |                                  |  |
| Quênia         | 0 – 3 | Argentina            | 14-25, 22-25, 20-25              |  |
| Estados Unidos | 3 – 2 | Rússia               | 22-25, 25-22, 25-23, 19-25, 15-8 |  |
| Porto Rico     | 3 – 0 | República Dominicana | 25-19, 28-26, 25-22              |  |

- 1º de setembro

|                      |       |                |                                   |  |
| Argentina            | 2 – 3 | Porto Rico     | 25-23, 23-25, 19-25, 25-17, 13-15 |  |
| República Dominicana | 0 – 3 | Estados Unidos | 22-25, 17-25, 21-25               |  |
| Rússia               | 3 – 0 | Quênia         | 25-14, 25-15, 25-15               |  |

- 2 de setembro

|            |       |                      |                     |  |
| Quênia     | 0 – 3 | República Dominicana | 20-25, 20-25, 21-25 |  |
| Argentina  | 0 – 3 | Rússia               | 16-25, 10-25, 18-25 |  |
| Porto Rico | 0 – 3 | Estados Unidos       | 13-25, 25-27, 19-25 |  |

- 3 de setembro

|                      |       |            |                     |  |
| Estados Unidos       | 3 – 0 | Quênia     | 25-19, 25-17, 25-13 |  |
| Rússia               | 3 – 0 | Porto Rico | 25-9, 25-13, 25-8   |  |
| República Dominicana | 3 – 0 | Argentina  | 25-20, 26-24, 25-15 |  |

### Grupo D (Leipzig)
|    | Time      | Pontos | J | V | D | PP  | PC  | Pontos Average | SP | SC | Sets Average |
| -- | --------- | ------ | - | - | - | --- | --- | -------------- | -- | -- | ------------ |
| 1. | Brasil    | 9      | 5 | 4 | 1 | 389 | 320 | 1.216          | 13 | 3  | 4.333        |
| 2. | China     | 9      | 5 | 4 | 1 | 407 | 336 | 1.211          | 12 | 5  | 2.400        |
| 3. | Grécia    | 9      | 5 | 4 | 1 | 412 | 400 | 1.030          | 12 | 6  | 2.000        |
| 4. | Polónia   | 7      | 5 | 2 | 3 | 383 | 388 | 0.987          | 8  | 9  | 0.889        |
| 5. | Tailândia | 6      | 5 | 1 | 4 | 343 | 397 | 0.864          | 4  | 13 | 0.308        |
| 6. | Austrália | 5      | 5 | 0 | 5 | 324 | 417 | 0.777          | 2  | 15 | 0.133        |

- 30 de agosto

|           |       |           |                     |  |
| Polónia   | 0 – 3 | Brasil    | 18-25, 19-25, 18-25 |  |
| China     | 3 – 0 | Austrália | 25-12, 25-18, 25-16 |  |
| Tailândia | 0 – 3 | Grécia    | 19-25, 18-25, 23-25 |  |

- 31 de agosto

|           |       |           |                            |  |
| Brasil    | 1 – 3 | China     | 23-25, 25-23, 17-25, 23-25 |  |
| Tailândia | 0 – 3 | Polónia   | 23-25, 23-25, 17-25        |  |
| Grécia    | 3 – 1 | Austrália | 25-18, 25-20, 19-25, 25-19 |  |

- 1º de setembro

|           |       |           |                                   |  |
| China     | 3 – 1 | Tailândia | 25-20, 25-16, 21-25, 25-9         |  |
| Austrália | 0 – 3 | Brasil    | 19-25, 17-25, 24-26               |  |
| Polónia   | 2 – 3 | Grécia    | 31-33, 25-16, 23-25, 27-25, 14-16 |  |

- 2 de setembro

|           |       |           |                            |  |
| Grécia    | 0 – 3 | Brasil    | 18-25, 12-25, 23-25        |  |
| Tailândia | 3 – 1 | Austrália | 25-18, 21-25, 25-17, 25-16 |  |
| Polónia   | 0 – 3 | China     | 20-25, 19-25, 18-25        |  |

- 3 de setembro

|           |       |           |                     |  |
| Brasil    | 3 – 0 | Tailândia | 25-22, 25-13, 25-19 |  |
| China     | 0 – 3 | Grécia    | 20-25, 22-25, 21-25 |  |
| Austrália | 0 – 3 | Polónia   | 24-26, 22-25, 14-25 |  |

## Segunda Fase

### Grupo E (Bremen)
|    | Time   | Pontos | J | V | D | PP  | PC  | Pontos Average | SP | SC | Sets Average |
| -- | ------ | ------ | - | - | - | --- | --- | -------------- | -- | -- | ------------ |
| 1. | Rússia | 6      | 3 | 3 | 0 | 285 | 239 | 1.192          | 9  | 3  | 3.000        |
| 2. | Cuba   | 5      | 3 | 2 | 1 | 270 | 277 | 0.975          | 7  | 5  | 1.400        |
| 3. | Itália | 4      | 3 | 1 | 2 | 275 | 263 | 1.046          | 6  | 6  | 1.000        |
| 4. | Grécia | 3      | 3 | 0 | 3 | 196 | 247 | 0.794          | 1  | 9  | 0.111        |

- 6 de setembro

|        |       |        |                                   |  |
| Cuba   | 3 – 1 | Grécia | 19-25, 25-21, 25-15, 25-18        |  |
| Itália | 2 – 3 | Rússia | 18-25, 26-24, 17-25, 25-21, 13-15 |  |

- 7 de setembro

|        |       |        |                            |  |
| Grécia | 0 – 3 | Rússia | 21-25, 26-28, 17-25        |  |
| Cuba   | 3 – 1 | Itália | 32-30, 17-25, 25-22, 26-24 |  |

- 8 de setembro

|        |       |        |                            |  |
| Itália | 3 – 0 | Grécia | 25-14, 25-23, 25-16        |  |
| Rússia | 3 – 1 | Cuba   | 22-25, 25-19, 25-15, 25-17 |  |

### Grupo F (Stuttgart)
|    | Time          | Pontos | J | V | D | PP  | PC  | Pontos Average | SP | SC | Sets Average |
| -- | ------------- | ------ | - | - | - | --- | --- | -------------- | -- | -- | ------------ |
| 1. | Coreia do Sul | 5      | 3 | 2 | 1 | 231 | 206 | 1.121          | 7  | 3  | 2.333        |
| 2. | China         | 5      | 3 | 2 | 1 | 216 | 172 | 1.256          | 6  | 3  | 2.000        |
| 3. | Bulgária      | 5      | 3 | 2 | 1 | 228 | 204 | 1.118          | 6  | 4  | 1.500        |
| 4. | Porto Rico    | 3      | 3 | 0 | 3 | 132 | 225 | 0.587          | 0  | 9  | 0.000        |

- 6 de setembro

|               |       |            |                     |  |
| Bulgária      | 0 – 3 | China      | 22-25, 15-25, 19-25 |  |
| Coreia do Sul | 3 – 0 | Porto Rico | 25-14, 25-12, 25-17 |  |

- 7 de setembro

|          |       |               |                            |  |
| China    | 3 – 0 | Porto Rico    | 25-13, 25-14, 25-14        |  |
| Bulgária | 3 – 1 | Coreia do Sul | 19-25, 28-26, 25-14, 25-16 |  |

- 8 de setembro

|               |       |          |                     |  |
| Porto Rico    | 0 – 3 | Bulgária | 15-25, 16-25, 17-25 |  |
| Coreia do Sul | 3 – 0 | China    | 25-22, 25-21, 25-23 |  |

### Grupo G (Riesa)
|    | Time           | Pontos | J | V | D | PP  | PC  | Pontos Average | SP | SC | Sets Average |
| -- | -------------- | ------ | - | - | - | --- | --- | -------------- | -- | -- | ------------ |
| 1. | Estados Unidos | 6      | 3 | 3 | 0 | 260 | 231 | 1.126          | 9  | 2  | 4.500        |
| 2. | Brasil         | 5      | 3 | 2 | 1 | 233 | 221 | 1.054          | 6  | 4  | 1.500        |
| 3. | Países Baixos  | 4      | 3 | 1 | 2 | 271 | 288 | 0.941          | 6  | 7  | 0.857        |
| 4. | Alemanha       | 3      | 3 | 0 | 3 | 227 | 251 | 0.904          | 1  | 9  | 0.111        |

- 6 de setembro

|          |       |                |                            |  |
| Brasil   | 0 – 3 | Estados Unidos | 20-25, 21-25, 24-26        |  |
| Alemanha | 1 – 3 | Países Baixos  | 25-18, 26-28, 17-25, 23-25 |  |

- 7 de setembro

|                |       |               |                                   |  |
| Brasil         | 3 – 0 | Alemanha      | 25-20, 25-23, 25-22               |  |
| Estados Unidos | 3 – 2 | Países Baixos | 25-15, 18-25, 25-17, 21-25, 15-13 |  |

- 8 de setembro

|               |       |                |                            |  |
| Países Baixos | 1 – 3 | Brasil         | 17-25, 25-17, 24-26, 14-25 |  |
| Alemanha      | 0 – 3 | Estados Unidos | 26-28, 20-25, 25-27        |  |

## Fase Final
|  | Quartas-de-final                   | Quartas-de-final                |                                 |       | Semi-finais | Semi-finais |  |  | Final                           | Final |
|  |                                    |                                 |                                 |       |             |             |  |  |                                 |       |
|  | 11 de setembro de 2002 - Bremen    |                                 |                                 |       |             |             |  |  |                                 |       |
|  |                                    |                                 |                                 |       |             |             |  |  |                                 |       |
|  | Rússia                             | 3                               |                                 |       |             |             |  |  |                                 |       |
|  | Rússia                             | 3                               | 13 de setembro de 2002 - Berlim |       |             |             |  |  |                                 |       |
|  | Bulgária                           | 0                               |                                 |       |             |             |  |  |                                 |       |
|  | Bulgária                           | 0                               | Rússia                          | 2     |             |             |  |  |                                 |       |
|  | 11 de setembro de 2002 - Bremen    |                                 | Rússia                          | 2     |             |             |  |  |                                 |       |
|  |                                    | Estados Unidos                  | 3                               |       |             |             |  |  |                                 |       |
|  | Estados Unidos                     | Estados Unidos                  | 3                               | 3     |             |             |  |  |                                 |       |
|  | Estados Unidos                     |                                 | 15 de setembro de 2002 - Berlim | 3     |             |             |  |  |                                 |       |
|  | Cuba                               | 0                               |                                 |       |             |             |  |  |                                 |       |
|  | Cuba                               | 0                               | Estados Unidos                  | 2     |             |             |  |  |                                 |       |
|  | 11 de setembro de 2002 - Stuttgart |                                 | Estados Unidos                  | 2     |             |             |  |  |                                 |       |
|  |                                    | Itália                          | 3                               |       |             |             |  |  |                                 |       |
|  | Coreia do Sul                      | Itália                          | 3                               | 0     |             |             |  |  |                                 |       |
|  | Coreia do Sul                      | 13 de setembro de 2002 - Berlim |                                 | 0     |             |             |  |  |                                 |       |
|  | Itália                             | 3                               |                                 |       |             |             |  |  |                                 |       |
|  | Itália                             | 3                               | Itália                          | 3     | 3º lugar    | 3º lugar    |  |  |                                 |       |
|  | 11 de setembro de 2002 - Stuttgart |                                 | Itália                          | 3     | 3º lugar    | 3º lugar    |  |  |                                 |       |
|  |                                    | China                           | 1                               |       |             |             |  |  |                                 |       |
|  | China                              | China                           | 1                               | 3     | Rússia      | 3           |  |  |                                 |       |
|  | China                              |                                 |                                 | 3     | Rússia      | 3           |  |  |                                 |       |
|  | Brasil                             | 2                               |                                 | China | 1           |             |  |  |                                 |       |
|  | Brasil                             | 2                               |                                 |       | 1           |             |  |  |                                 |       |
|  |                                    |                                 |                                 |       |             |             |  |  | 14 de setembro de 2002 - Berlim |       |
|  |                                    |                                 |                                 |       |             |             |  |  |                                 |       |

- 11 de setembro

|                |       |          |                                  |  |
| Rússia         | 3 – 0 | Bulgária | 25-13, 25-21, 25-19              |  |
| Estados Unidos | 3 – 0 | Cuba     | 25-22, 25-15, 25-21              |  |
| Coreia do Sul  | 0 – 3 | Itália   | 20-25, 22-25, 19-25              |  |
| China          | 3 – 2 | Brasil   | 25-19, 21-25, 23-25, 25-15, 15-9 |  |

- 13 de setembro

|        |       |                |                                  |  |
| Rússia | 2 – 3 | Estados Unidos | 25-21, 23-25, 20-25, 25-21, 8-15 |  |
| Itália | 3 – 1 | China          | 25-21, 25-20, 21-25, 25-23       |  |

- 14 e 15 de setembro

|        |       |       |                            |  |
| Rússia | 3 – 1 | China | 25-20, 21-25, 25-23, 25-16 |  |

|                |       |        |                                   |  |
| Estados Unidos | 2 – 3 | Itália | 25-18, 18-25, 16-25, 25-22, 11-15 |  |

### Classificação 5º a 8º lugar
|  | 5º-8º lugar                        | 5º-8º lugar                        |   |                                 | 5º lugar                        | 5º lugar |  |
|  |                                    |                                    |   |                                 |                                 |          |  |
|  | 12 de setembro de 2002 - Bremen    |                                    |   |                                 |                                 |          |  |
|  | Cuba                               | 3                                  |   |                                 |                                 |          |  |
|  | Bulgária                           | 2                                  |   |                                 |                                 |          |  |
|  |                                    |                                    |   |                                 |                                 |          |  |
|  |                                    |                                    |   |                                 | 15 de setembro de 2002 - Berlim |          |  |
|  |                                    |                                    |   |                                 | Cuba                            | 3        |  |
|  |                                    | Coreia do Sul                      | 2 |                                 |                                 |          |  |
|  |                                    |                                    |   |                                 |                                 |          |  |
|  |                                    |                                    |   |                                 |                                 |          |  |
|  |                                    |                                    |   |                                 | 7º lugar                        |          |  |
|  | 12 de setembro de 2002 - Stuttgart | 12 de setembro de 2002 - Stuttgart |   | 14 de setembro de 2002 - Berlim | 14 de setembro de 2002 - Berlim |          |  |
|  | Coreia do Sul                      | 3                                  |   | Bulgária                        | 0                               |          |  |
|  | Brasil                             | 2                                  |   |                                 | Brasil                          | 3        |  |

- 12 de setembro

|               |       |          |                                  |  |
| Cuba          | 3 – 2 | Bulgária | 24-26, 27-29, 25-16, 28-26, 15-9 |  |
| Coreia do Sul | 3 – 2 | Brasil   | 25-23, 19-25, 25-22, 21-25, 15-8 |  |

- 14 e 15 de setembro

|          |       |        |                     |  |
| Bulgária | 0 – 3 | Brasil | 22-25, 22-25, 21-25 |  |

|      |       |               |                                   |  |
| Cuba | 3 – 2 | Coreia do Sul | 21-25, 25-19, 25-11, 22-25, 15-10 |  |

## Classificação Final
| 1. Itália 2. Estados Unidos 3. Rússia 4. China 5. Cuba 6. Coreia do Sul 7. Brasil 8. Bulgária 9. Países Baixos 10. Alemanha 11. Grécia 12. Porto Rico 13. República Dominicana 14. Japão 15. Polónia 16. Roménia 17. Argentina 18. Canadá 19. Chéquia 20. Tailândia 21. Austrália 22. Egito 23. Quênia 24. México \| Campeonato Mundial de Voleibol Feminino de 2002 \| \| Campeão \| \| ----------------------------------------------- \| \| Itália 1º Título \| Elenco Simona Rinieri, Elisa Togut, Manuela Leggeri, Sara Anzanello, Paola Paggi, Darina Mifkova, Francesca Piccinini, Rachele Sangiuliano, Eleonora Lo Bianco, Valentina Borrelli, Anna Vania Mello, e Paola Cardullo. · Treinador: Marco Bonitta. |
| Campeonato Mundial de Voleibol Feminino de 2002 |
| Campeão |
| |
| Itália 1º Título |

## Prêmios Individuais
| - Most Valuable Player: - Elisa Togut Itália · - Prêmio de Fair Play: - Paola Cardullo Itália · - Melhor Atacante: - Elizaveta Tichtchenko Rússia · - Maior Pontuadora: - Yumilka Ruiz Cuba · - Melhor Bloqueadora: - Danielle Scott Estados Unidos | - Melhor Levantadora: - Marcelle Brasil · - Melhor Defensora: - Koo Ki-Lan Coreia do Sul · - Melhor Recepção: - Koo Ki-Lan Coreia do Sul · - Melhor Sacadora: - Nancy Carrillo Cuba |